# باشق عابد
الباشق العابد أو باشق قبر (الاسم العلمي: Micronisus gabar) (بالإنجليزية: Gabar  Goshawk) هو طائر ينتمي إلى البازية (فصيلة: Accipitridae).